# Фалаштоака
Фалаштоака (рум. Falaștoaca) — село у повіті Джурджу в Румунії. Входить до складу комуни Комана.
Село розташоване на відстані 27 км на південь від Бухареста, 37 км на північний схід від Джурджу.

## Населення
За даними перепису населення 2002 року у селі проживали 1104 особи. Усі жителі села рідною мовою назвали румунську.
Національний склад населення села:
| Національність | Кількість осіб | Відсоток |
| -------------- | -------------- | -------- |
| румуни         | 1092           | 98,9%    |
| цигани         | 12             | 1,1%     |